# Брессюир
Брессюир — город во французском департаменте Дё-Севр, главный город одноимённого округа, расположен на холме по реке Доло.

## История
Город Брессюир формировался вокруг замка, основание которого восходит к началу XI века. В 1441 году Жак де Бомон становится Сеньором Брессюира, Наместником и Советником Луи VI. В конце XI века Брессюир становится важным ремесленным центром, насчитывающем большое количество ремесленников по выделке кожи. Религиозные войны разрушили город, он был сожжен 14 марта 1794 года. В настоящее время «Большой Брессюир» состоит из ассоциации 9 коммун.

## Известные жители и уроженцы
- Екатерина Брессюирская (1733 — 1.02.1794) — католическая блаженная, мученица.

## Города-побратимы
- Фрейзерборо, Шотландия
- Лейкслип, Ирландия
- Мекиненса, Испания
- Фридберг, Германия
- Парчев, Польша
- Ходак, Румыния
- Рязань, Россия
- Арика, Чили
- Кпалиме, Того